# 小赞词
小赞词或圣颂音读特罗帕里翁(希腊语:τροπάριον，教会斯拉夫语:тропа́рь)是一种在东罗马帝国以及东正教会中所咏唱的短圣咏。其时间长度通常为一个诗节。也有以更复杂形式组成的多诗节小赞词。

## 种类
一般意义上的小赞词通常指阿波利提基翁，即晚祷尾声时所咏唱的圣诗。对一日之礼拜做出总结。因此阿波利提基翁也被称作每日的小赞词。在晨祷开始时，僧侣们会再次咏唱之并于日间例行祷告课时诵读。小觐礼后的事奉圣礼也需要咏唱阿波利提基翁。
聖三小赞词是向三位一体献唱的小赞词。位于“荣耀归于父及子及圣灵”一句之后。也有一些特殊的圣三小赞词于大斋期平日晨祷的提奥斯基里奥斯之后唱诵。并且根据不同的星期、太阳日会有不同的调式。
诞神女赞词是向耶稣之母玛利亚献唱的一种小赞词。

## 例子
以下是以教会斯拉夫语写成的圣诞小赞词。
|  | 我主基督，你的生诞, 是知识之光于地上之拂晓。 因着你的生诞，一颗星宿指引了那喜乐星辰的人们。 来崇拜你---正义的太阳。 并且了解你，至自罡天者。 我主，荣耀归于你。 |